# Discographie de Doja Cat
La discographie de Doja Cat est composée de quatre albums studio, un EP et 32 singles (dont 13 en tant qu'artiste collaboratrice). Elle a sorti son premier single en 2014 à l'âge de 18 ans avec So High avant de réellement les accumuler à partir de 2018.
Deux de ses singles ont atteint la première place du Billboard Hot 100 américain : Say So (avec Nicki Minaj) et Paint the Town Red.

## Albums

### Albums studio
| Titre      | Détails de l'album                                           | Meilleure position | Meilleure position | Meilleure position | Meilleure position | Meilleure position | Meilleure position | Meilleure position | Meilleure position | Meilleure position | Meilleure position | Certifications                                                                                        |
| Titre      | Détails de l'album                                           | É-U                | É-U R&B            | AUS                | CAN                | FRA                | IRL                | P-B                | NOR                | N-Z                | R-U                | Certifications                                                                                        |
| ---------- | ------------------------------------------------------------ | ------------------ | ------------------ | ------------------ | ------------------ | ------------------ | ------------------ | ------------------ | ------------------ | ------------------ | ------------------ | --- |
| Amala      | - Sortie : 30 mars 2018 - Label : Kemosabe, RCA              | 138                | 16                 | —                  | —                  | —                  | —                  | —                  | —                  | —                  | —                  | - RIAA : Or                                                                                           |
| Hot Pink   | - Sortie : 7 novembre 2019 - Label : Kemosabe, RCA Records   | 9                  | 8                  | 19                 | 12                 | 43                 | 31                 | 12                 | 8                  | 20                 | 38                 | - RIAA : 2x Platine - SNEP : Or - ARIA : Or - BPI : Or - RMNZ : Platine                               |
| Planet Her | - Sortie : 25 juin 2021 - Label : Kemosabe, RCA Records      | 2                  | 1                  | 2                  | 2                  | 13                 | 3                  | 3                  | 2                  | 1                  | 3                  | - Music Canada : Platine - RIAA : 2x Platine - ARIA : Or - BPI : Or - SNEP : Platine - RMNZ : Platine |
| Scarlet    | - Sortie : 22 septembre 2023 - Label : Kemosabe, RCA Records |                    |                    |                    |                    |                    |                    |                    |                    |                    |                    | - RIAA : Platine - SNEP : Or                                                                          |
| Vie        | - Sortie : 26 septembre 2025 - Label : Kemosabe, RCA Records |                    |                    |                    |                    |                    |                    |                    |                    |                    |                    | |

### Extended Play
| Titre  | Détails de l'EP                                |
| ------ | ---------------------------------------------- |
| Purrr! | - Sortie : 5 août 2014 - Label : Kemosabe, RCA |

## Singles

### Singles en tant qu'artiste principale
| Titre                                                                        | Année | Meilleure position | Meilleure position | Meilleure position | Meilleure position | Meilleure position | Meilleure position | Meilleure position | Meilleure position | Meilleure position | Meilleure position | Certifications | Album                                      |
| Titre                                                                        | Année | É-U                | É-U R&B            | AUS                | CAN                | FRA                | IRL                | P-B                | N-Z                | SUI                | R-U                | Certifications | Album                                      |
| ---------------------------------------------------------------------------- | ----- | ------------------ | ------------------ | ------------------ | ------------------ | ------------------ | ------------------ | ------------------ | ------------------ | ------------------ | ------------------ | --- | ------------------------------------------ |
| So High                                                                      | 2014  | —                  | —                  | —                  | —                  | —                  | —                  | —                  | —                  | —                  | —                  | | Purrr!                                     |
| Go to Town                                                                   | 2018  | —                  | —                  | —                  | —                  | —                  | —                  | —                  | —                  | —                  | —                  | - RIAA : Or | Amala                                      |
| Candy                                                                        | 2018  | 86                 | 36                 | 92                 | 55                 | 88                 | 81                 | —                  | —                  | —                  | —                  | - RIAA : Or - SNEP : Or | Amala                                      |
| Moo!                                                                         | 2018  | —                  | —                  | —                  | —                  | —                  | —                  | —                  | —                  | —                  | —                  | | Amala                                      |
| Tia Tamera (featuring Rico Nasty)                                            | 2019  | —                  | —                  | —                  | —                  | —                  | —                  | —                  | —                  | —                  | —                  | - RIAA : Or | Amala                                      |
| Juicy (solo ou en featuring avec Tyga)                                       | 2019  | 41                 | 18                 | 68                 | 57                 | 21                 | —                  | —                  | 31                 | —                  | 80                 | - RIAA : 2 × Platine - BPI : Argent - SNEP : Or - MC : Or                                                                              | Hot Pink                                   |
| Bottom Bitch                                                                 | 2019  | —                  | —                  | —                  | —                  | 176                | —                  | —                  | —                  | —                  | —                  | | Hot Pink                                   |
| Rules                                                                        | 2019  | —                  | —                  | —                  | —                  | 9                  | —                  | —                  | —                  | —                  | —                  | - RIAA : Or | Hot Pink                                   |
| Cyber Sex                                                                    | 2019  | —                  | —                  | —                  | —                  | —                  | 92                 | —                  | —                  | —                  | —                  | - RIAA : Or | Hot Pink                                   |
| Boss Bitch                                                                   | 2020  | 100                | 47                 | 17                 | 27                 | 44                 | 8                  | 88                 | 27                 | 28                 | 24                 | - RIAA : Platine - ARIA : Platine - BPI : Or - SNEP: Or                                                                                | Birds of Prey: The Album                   |
| Say So (solo ou en featuring avec Nicki Minaj)                               | 2020  | 1                  | 1                  | 4                  | 3                  | 9                  | 4                  | 9                  | 3                  | 15                 | 2                  | - RIAA : 6 × Platine - ARIA : 5 × Platine - BPI : Platine - IFPI SWI : Platine - MC : 2 × Platine - SNEP: Diamant - RMNZ : 2 × Platine | Hot Pink                                   |
| Like That (featuring Gucci Mane)                                             | 2020  | 50                 | 21                 | 67                 | 29                 | __                 | 50                 | —                  | —                  | —                  | 62                 | - RIAA : Platine - ARIA : Or - BPI : Argent                                                                                            | Hot Pink                                   |
| Del Mar (avec Ozuna et Sia)                                                  | 2020  | —                  | —                  | —                  | —                  | 30                 | —                  | —                  | —                  | 51                 | —                  | - SNEP: Platine | ENOC (album d’Ozuna)                       |
| Streets                                                                      | 2021  | 16                 | 7                  | 12                 | 19                 | 105                | 9                  | 81                 | 10                 | 27                 | 12                 | - ARIA : 2 × Platine - BPI : Or - IFPI SWI : Or - RMNZ : Platine                                                                       | Hot Pink                                   |
| Kiss Me More (featuring SZA)                                                 | 2021  | 3                  | —                  | 2                  | 5                  | 23                 | 2                  | 7                  | 1                  | 13                 | 3                  | - ARIA : 3 × Platine - Music Canada : 4 × Platine - BPI : Platine - IFPI SWI : Or - SNEP: Platine - RMNZ : 2 × Platine                 | Planet Her                                 |
| You Right (avec The Weeknd)                                                  | 2021  | 11                 | 2                  | 11                 | 10                 | 120                | 11                 | 59                 | 6                  | 38                 | 9                  | - ARIA : Or - SNEP: Or | Planet Her                                 |
| Need to Know                                                                 | 2021  | 8                  | —                  | 9                  | 16                 | 73                 | 8                  | 53                 | 5                  | 29                 | 11                 | - RIAA : 4 × Platine - SNEP: Or - ARIA : Platine - BPI : Argent - RMNZ : Platine                                                       | Planet Her                                 |
| Woman                                                                        | 2021  | 62                 | 20                 | 16                 | 29                 | 8                  | 11                 | 12                 | 9                  | 7                  | 13                 | - SNEP: Diamant | Planet Her                                 |
| Get Into It (Yuh)                                                            | 2021  | 4                  | 19                 | 1                  | 7                  | 2                  | 9                  | 11                 | 24                 | 5                  | 3                  | | Planet Her                                 |
| Vegas from Elvis                                                             | 2022  | 62                 | 20                 | 16                 | 29                 | 8                  | 11                 | 12                 | 9                  | 7                  | 13                 | - ARIA : Platine - BPI : Argent - SNEP: Diamant - RMNZ : Or                                                                            | ELVIS (Original Motion Picture Soundtrack) |
| Attention                                                                    | 2023  |                    |                    |                    |                    |                    |                    |                    |                    |                    |                    | | Scarlet                                    |
| Paint The Town Red                                                           | 2023  |                    |                    |                    |                    |                    |                    |                    |                    |                    |                    | | Scarlet                                    |
| Demons                                                                       | 2023  |                    |                    |                    |                    |                    |                    |                    |                    |                    |                    | | Scarlet                                    |
| Jealous Type                                                                 | 2025  |                    |                    |                    |                    |                    |                    |                    |                    |                    |                    | |                                            |
| « — » indique que l'album ne s'est pas classée dans le hit-parade de ce pays |       |                    |                    |                    |                    |                    |                    |                    |                    |                    |                    | |                                            |

### Singles en tant qu'artiste collaboratrice
| Titre                                                              | Année | Meilleure position | Meilleure position | Meilleure position | Meilleure position | Meilleure position | Meilleure position | Meilleure position | Meilleure position | Meilleure position | Certifications                                                 | Album                      |
| Titre                                                              | Année | É-U                | É-U (R&B/HH)       | É-U (Rythmic)      | AUS                | CAN                | FRA                | IRL                | NZL                | R-U                | Certifications                                                 | Album                      |
| ------------------------------------------------------------------ | ----- | ------------------ | ------------------ | ------------------ | ------------------ | ------------------ | ------------------ | ------------------ | ------------------ | ------------------ | -------------------------------------------------------------- | -------------------------- |
| Right Side (L8LOOMER featuring Doja Cat)                           | 2017  | —                  | —                  | —                  | —                  | —                  | —                  | —                  | —                  | —                  |                                                                | Soulm8s                    |
| 20 Below (Sam Spiegel feat. Anderson Paak & Doja Cat)              | 2018  | —                  | —                  | —                  | —                  | —                  | —                  | —                  | —                  | —                  |                                                                | Pas d’album                |
| Make That Cake (LunchMoney Lewis featuring Doja Cat)               | 2019  | —                  | —                  | —                  | —                  | —                  | —                  | —                  | —                  | —                  |                                                                | Pas d’album                |
| Perfect (Remix) (Cousin Stizz feat. Bia & Doja Cat)                | 2020  | —                  | —                  | —                  | —                  | —                  | —                  | —                  | —                  | —                  |                                                                | Pas d’album                |
| In Your Eyes (Remix) (The Weeknd featuring Doja Cat)               | 2020  | —                  | —                  | —                  | —                  | —                  | 31                 | —                  | 34                 | —                  |                                                                | Pas d’album                |
| Pussy Talk (City Girls featuring Doja Cat)                         | 2020  | —                  | 44                 | 38                 | —                  | —                  | 69                 |                    | —                  | —                  | - RIAA : Or                                                    | City on Lock               |
| To Be Young (Anne-Marie featuring Doja Cat)                        | 2020  | —                  | —                  | —                  | —                  | —                  | —                  | 73                 | —                  | 74                 |                                                                | Pas d’album                |
| Shimmy (Lil Wayne featuring Doja Cat)                              | 2020  | —                  | —                  | 18                 | —                  | —                  | —                  | —                  | —                  | —                  |                                                                | Funeral                    |
| Baby, I’m Jealous (Bebe Rexha featuring Doja Cat)                  | 2020  | 58                 | —                  | —                  | —                  | 60                 | —                  | 59                 | —                  | 86                 |                                                                | Better Mistakes            |
| Do It (Remix) (Chloe x Halle featuring Doja Cat)                   | 2020  | —                  | —                  | —                  | —                  | —                  | —                  | —                  | —                  | —                  |                                                                | Pas d’album                |
| Best Friend (Saweetie featuring Doja Cat)                          | 2021  | 14                 | 6                  | 1                  | 35                 | 40                 | 22                 | 36                 | 39                 | 35                 | - RIAA : 2 × Platine - ARIA : Or - BPI : Argent - MC : Platine | Pretty Bitch Music         |
| 34+35 (Remix) (Ariana Grande feat. Megan Thee Stallion & Doja Cat) | 2021  | 2                  | —                  | —                  | —                  | —                  | 84                 | —                  | —                  | —                  |                                                                | Positions (Deluxe)         |
| Dick (Starboi3 featuring Doja Cat)                                 | 2021  | —                  | 44                 | —                  | 95                 | 77                 | 192                | 58                 | —                  | 74                 |                                                                | Pas d’album                |
| Handstand (French Montana feat. Saweetie avec Doja Cat             |       | 2                  | —                  | —                  | —                  | —                  | 84                 | —                  | —                  | —                  |                                                                | They Got Amnesia           |
| Freaky Deaky (Tyga et Doja Cat                                     |       | 14                 | 6                  | 1                  | 35                 | 40                 | 22                 | 36                 | 39                 | 35                 |                                                                | Pas d'album                |
| I Like You (Post Malone feat. Doja Cat)                            |       | —                  | 44                 | —                  | 95                 | 77                 | 192                | 58                 | —                  | 74                 |                                                                | Twelve Carat Toothache     |
| Born Again (de Lisa feat Raye et Doja Cat)                         | 2025  |                    |                    |                    |                    |                    |                    |                    |                    |                    |                                                                | Alter Ego                  |
| Just Us (de Jack Harlow feat Doja Cat)                             | 2025  |                    |                    |                    |                    |                    |                    |                    |                    |                    |                                                                |                            |
| Still Cant Fuh (de Lizzo feat Doja Cat)                            | 2025  |                    |                    |                    |                    |                    |                    |                    |                    |                    |                                                                | My Face Hurts from Smiling |

### Singles promotionnels
| Titre        | Année | Meilleure position | Meilleure position | Meilleure position | Meilleure position | Meilleure position | Meilleure position | Meilleure position | Album       |
| Titre        | Année | É-U                | AUS                | CAN                | FRA                | IRL                | N-Z                | R-U                | Album       |
| ------------ | ----- | ------------------ | ------------------ | ------------------ | ------------------ | ------------------ | ------------------ | ------------------ | ----------- |
| No Police    | 2014  | —                  | —                  | —                  | —                  | —                  | —                  | —                  | Purrr!      |
| Roll With Us | 2018  | —                  | —                  | —                  | —                  | —                  | —                  | —                  | Amala       |
| Freak        | 2020  | —                  | —                  | —                  | —                  | —                  | —                  | —                  | Pas d'album |

### Autres chansons classées
| Titre                                      | Année | Meilleure position | Meilleure position | Meilleure position | Meilleure position | Meilleure position | Meilleure position | Meilleure position | Certifications          | Album           |
| Titre                                      | Année | É-U                | AUS                | CAN                | FRA                | IRL                | N-Z                | R-U                | Certifications          | Album           |
| ------------------------------------------ | ----- | ------------------ | ------------------ | ------------------ | ------------------ | ------------------ | ------------------ | ------------------ | ----------------------- | --------------- |
| Juicy (solo version)                       | 2018  | —                  | 68                 | —                  | —                  | —                  | —                  | —                  |                         | Amala           |
| Motive (Ariana Grande featuring Doja Cat)  | 2020  | 32                 | 19                 | 25                 | 128                | 13                 | 29                 | 16                 | - BPI : Argent          | Positions       |
| Get Into It (Yuh)                          | 2021  | 68                 | 30                 | 39                 | 190                | 34                 | 18                 | 41                 | - ARIA : Or - RMNZ : Or | Planet Her      |
| I Don't Do Drugs (featuring Ariana Grande) | 2021  | 57                 | 43                 | 37                 | —                  | —                  | 31                 | —                  |                         | Planet Her      |
| Ain't Shit                                 | 2021  | 24                 | 70                 | 27                 | —                  | 22                 | 8                  | 26                 | - ARIA : Or             | Planet Her      |
| Scoop (Lil Nas X featuring Doja Cat)       | 2021  | 42                 | —                  | 41                 | 135                | —                  | 31                 | —                  |                         | Montero (album) |

## Collaborations
| Année | Titre                       | Artiste en featuring                        | Nationalité de l'artiste     | Album                                                |
| ----- | --------------------------- | ------------------------------------------- | ---------------------------- | ---------------------------------------------------- |
| 2014  | Purple Light                | Elliphant                                   | Drapeau de la Suède          | FIFA 15 Soundtrack                                   |
| 2017  | Right Side                  | L8LOOMER                                    | Drapeau des États-Unis       | -                                                    |
| 2019  | Wine Pon You                | Konshens                                    | Drapeau de la Jamaïque       | Amala (Deluxe Version)                               |
| 2019  | Tia Tamera                  | Rico Nasty                                  | Drapeau des États-Unis       | Amala (Deluxe Version)                               |
| 2019  | Make That Cake              | LunchMoney Lewis                            | Drapeau des États-Unis       | -                                                    |
| 2019  | Equally Lost                | Tove Lo                                     | Drapeau de la Suède          | Sunshine Kitty                                       |
| 2019  | Won't Bite                  | Smino (en)                                  | Drapeau des États-Unis       | Hot Pink                                             |
| 2019  | Like That                   | Gucci Mane                                  | Drapeau des États-Unis       | Hot Pink                                             |
| 2019  | Juicy                       | Tyga                                        | Drapeau des États-Unis       | Hot Pink                                             |
| 2020  | Shimmy                      | Lil Wayne                                   | Drapeau des États-Unis       | Funeral (en)                                         |
| 2020  | Perfect (Remix)             | Cousin Stizz (en) et BIA (en)               | Drapeau des États-Unis       | Trying To Find My Next Thrill                        |
| 2020  | BMO (Remix)                 | Ari Lennox                                  | Drapeau des États-Unis       | Shea Butter Baby (en)                                |
| 2020  | Say So (Remix)              | Nicki Minaj                                 | Drapeau de Trinité-et-Tobago | -                                                    |
| 2020  | In Your Eyes (Remix)        | The Weeknd                                  | Drapeau du Canada            | After Hours (album de The Weeknd)                    |
| 2020  | Pussy Talk                  | City Girls                                  | Drapeau des États-Unis       | City On Lock (en)                                    |
| 2020  | 20 Below                    | Sam I (en) et Anderson .Paak                | Drapeau des États-Unis       | Random Shit From The Internet Era                    |
| 2020  | To Be Young                 | Anne-Marie                                  | Drapeau du Royaume-Uni       | Therapy (en)                                         |
| 2020  | Do It (Remix)               | Chloe x Halle, City Girls et LATTO          | Drapeau des États-Unis       | -                                                    |
| 2020  | Del Mar                     | Ozuna et Sia                                | et                           | ENOC (en)                                            |
| 2020  | Baby, I'm Jealous           | Bebe Rexha                                  | Drapeau des États-Unis       | Better Mistakes                                      |
| 2020  | Motive                      | Ariana Grande                               | Drapeau des États-Unis       | Positions                                            |
| 2020  | 34+35 (Remix)               | Ariana Grande et Megan Thee Stallion        | Drapeau des États-Unis       | Positions                                            |
| 2020  | Baby, I'm Jealous (Remix)   | Bebe Rexha et Natti Natasha                 | et                           | -                                                    |
| 2021  | Best Friend                 | Saweetie                                    | Drapeau des États-Unis       | -                                                    |
| 2021  | Kiss Me More                | SZA                                         | Drapeau des États-Unis       | Planet Her                                           |
| 2021  | Best Friend (Remix)         | Saweetie et Stefflon Don                    | et                           | Best Friend (Remix EP) (Extended Version)            |
| 2021  | Best Friend (Remix)         | Saweetie et Vava                            | et                           | Best Friend (Remix EP) (Extended Version)            |
| 2021  | Best Friend (Remix)         | Saweetie, JessB (en) et OKENYO (en)         | , et                         | Best Friend (Remix EP) (Extended Version)            |
| 2021  | Best Friend (Remix)         | Saweetie et Katja Krasavice                 | et                           | Best Friend (Remix EP) (Extended Version)            |
| 2021  | Best Friend (Remix)         | Saweetie, Jamie et Chanmina                 | , et                         | Best Friend (Remix EP) (Extended Version)            |
| 2021  | Dick                        | StarBoi3                                    | Drapeau des États-Unis       | -                                                    |
| 2021  | Kiss Me More (Remix)        | Naomi Watanabe                              | Drapeau du Japon             | -                                                    |
| 2021  | Payday                      | Young Thug                                  | Drapeau des États-Unis       | Planet Her                                           |
| 2021  | I Don't Do Drugs            | Ariana Grande                               | Drapeau des États-Unis       | Planet Her                                           |
| 2021  | You Right                   | The Weeknd                                  | Drapeau du Canada            | Planet Her                                           |
| 2021  | Options                     | J.I.D                                       | Drapeau des États-Unis       | Planet Her                                           |
| 2021  | Dick (Remix)                | StarBoi3 et Ludacris                        | Drapeau des États-Unis       | -                                                    |
| 2021  | SCOOP                       | Lil Nas X                                   | Drapeau des États-Unis       | Montero                                              |
| 2021  | Icy Hot                     | Young Thug                                  | Drapeau des États-Unis       | Punk (en)                                            |
| 2021  | Handstand                   | French Montana et Saweetie                  | - et                         | They Got Amnesia (en)                                |
| 2022  | Freaky Deaky                | Tyga                                        | Drapeau des États-Unis       | -                                                    |
| 2022  | I Like You (A Happier Song) | Post Malone                                 | Drapeau des États-Unis       | Twelve Carat Toothache (en)                          |
| 2023  | Kill Bill                   | SZA                                         | Drapeau des États-Unis       | SOS                                                  |
| 2024  | n.h.i.e.                    | 21 Savage                                   | -                            | American Dream (en)                                  |
| 2024  | JEEZU                       | Jeymes Samuel, Kodak Black et Adekunle Gold | , et                         | THE BOOK OF CLARENCE (The Motion Picture Soundtrack) |
| 2025  | BORN AGAIN                  | Lisa et RAYE                                | et                           | Alter Ego (en)                                       |
| 2025  | BORN AGAIN (Remix)          | Lisa, RAYE et Purple Disco Machine          | , et                         | -                                                    |
| 2025  | Just Us                     | Jack Harlow                                 | Drapeau des États-Unis       | -                                                    |
| 2025  | Lose My Mind                | Don Toliver                                 | Drapeau des États-Unis       | F1 the Album (en)                                    |